# 圓柱箭石
圓柱箭石（學名：Cylindroteuthis）是生存於早侏羅紀至早白堊紀的一屬箭石，生活在較深的大陸棚海域中，為肉食性動物。牠們是體型最大的箭石之一，其長度能長到25公分。其化石分布於舊蘇聯地區、墨西哥、瑞士和美國等地。

## 特徵
圓柱箭石的鞘很長，呈圓柱狀，因而得名。鞘末段呈錐狀縮小至尖端。

## 物種[3]
- Cylindroteuthis cuspidata Sachs & Nalnjaeva, 1964
- Cylindroteuthis jacutica Sachs & Nalnjaeva, 1964
- Cylindroteuthis puzosi d'Orbigny, 1842

## 外部連結
- Cylindroteuthis in the Paleobiology Database